# 1983-as Copa América (keretek)
A következő lista tartalmazza az 1983-as Copa Américan részt vevő nemzeteinek játékoskereteit. A tornát 1983. augusztusa 10-e és november 4-e között rendezték.